# АНФ Миро 190
АНФ Миро 190 (фр. A.N.F. Les Mureaux 190) је француски ловачки авион. Авион је први пут полетео 1936. године.

Највећа брзина у хоризонталном лету је износила 450 km/h. Размах крила је био 8,38 метара а дужина 7,20 метара. Маса празног авиона је износила 850 килограма а нормална полетна маса 1290 килограма. Био је наоружан једним топом калибра 20 mm и два митраљеза 7,7 mm.

## Наоружање
| Наоружање авиона: Ателије де констриксион ди нор де ла Франс е де Миро (АНФ Ле Миро) |     |
| Ватрено (стрељачко) наоружање                                                        |     |
| Топ                                                                                  |     |
| Број и ознака топа                                                                   | 1   |
| Калибар                                                                              | 20  |
| Митраљез                                                                             |     |
| Број и ознака митраљеза                                                              | 2   |
| Калибар                                                                              | 7,7 |
| Бомбардерско наоружање (бомбе)                                                       |     |
| Ракетно наоружање (ракете)                                                           |     |